# Piazza San Paolo
Piazza San Paolo è una storica piazza principale della città di Albano Laziale, in provincia di Roma, nell'area dei Castelli Romani. La Chiesa di San Paolo, che conferisce il nome alla piazza antistante, costituisce il punto di convergenza delle tre strade del Tridente seicentesco. La piazza è inoltre il cuore del settecentesco Borgo San Paolo.